# Calera de Tango
Calera de Tango is een gemeente in de Chileense provincie Maipo in de regio Región Metropolitana. Calera de Tango telde 25.392 inwoners in 2017 en heeft een oppervlakte van 73 km².
- Virtual International Authority File: 242331391